# شطوبر
شطوبر أو سِتُبال أو (نقحرة: سيتوبال) (بالبرتغالية:  Setúbal‏) هي المدينة الأساسية في بلدية شطوبر في البرتغال بمساحة تبلغ 172.0 كيلومتر مربع. ويبلغ عدد سكان البلدية 118,696 نسمة، ويعتقد أن عدد سكان المدينة 89,303 نسمة

## معلومات عن المدينة
يقع المجلس البلدي على ضفة نهر سادو على بعد 40 كم من عاصمة البرتغال لشبونة. وتعتبر أحد أهم المدن في البرتغال من حيث صناعة السمك. وينظر على أن السياحة سيكون لها مستقبل كبير في هذه المدينة نظراً لشواطئها الجميلة وطبيعتها

## المناخ
يظهر الجدول التالي التغييرات المناخية على مدار السنة لسيتوبال:
| البيانات المناخية لـسيتوبال       | البيانات المناخية لـسيتوبال | البيانات المناخية لـسيتوبال | البيانات المناخية لـسيتوبال | البيانات المناخية لـسيتوبال | البيانات المناخية لـسيتوبال | البيانات المناخية لـسيتوبال | البيانات المناخية لـسيتوبال | البيانات المناخية لـسيتوبال | البيانات المناخية لـسيتوبال | البيانات المناخية لـسيتوبال | البيانات المناخية لـسيتوبال | البيانات المناخية لـسيتوبال | البيانات المناخية لـسيتوبال |
| الشهر                             | يناير                       | فبراير                      | مارس                        | أبريل                       | مايو                        | يونيو                       | يوليو                       | أغسطس                       | سبتمبر                      | أكتوبر                      | نوفمبر                      | ديسمبر                      | المعدل السنوي               |
| --------------------------------- | --------------------------- | --------------------------- | --------------------------- | --------------------------- | --------------------------- | --------------------------- | --------------------------- | --------------------------- | --------------------------- | --------------------------- | --------------------------- | --------------------------- | --------------------------- |
| متوسط درجة الحرارة الكبرى °م (°ف) | 15.3 (59.5)                 | 16.7 (62.1)                 | 19.4 (66.9)                 | 20.5 (68.9)                 | 23.4 (74.1)                 | 27.4 (81.3)                 | 29.9 (85.8)                 | 30.1 (86.2)                 | 27.8 (82.0)                 | 23.3 (73.9)                 | 18.8 (65.8)                 | 15.9 (60.6)                 | 22.38 (72.28)               |
| المتوسط اليومي °م (°ف)            | 10.1 (50.2)                 | 11.3 (52.3)                 | 13.5 (56.3)                 | 14.8 (58.6)                 | 17.4 (63.3)                 | 20.9 (69.6)                 | 23.1 (73.6)                 | 23.2 (73.8)                 | 21.3 (70.3)                 | 17.9 (64.2)                 | 13.9 (57.0)                 | 11.3 (52.3)                 | 16.56 (61.81)               |
| متوسط درجة الحرارة الصغرى °م (°ف) | 4.8 (40.6)                  | 5.8 (42.4)                  | 7.6 (45.7)                  | 9.1 (48.4)                  | 11.4 (52.5)                 | 14.3 (57.7)                 | 16.2 (61.2)                 | 16.3 (61.3)                 | 14.8 (58.6)                 | 12.4 (54.3)                 | 9.0 (48.2)                  | 6.6 (43.9)                  | 10.69 (51.24)               |
| معدل هطول الأمطار مم (إنش)        | 98.4 (3.87)                 | 75.3 (2.96)                 | 53.3 (2.10)                 | 66.7 (2.63)                 | 48.5 (1.91)                 | 16.8 (0.66)                 | 3.7 (0.15)                  | 3.7 (0.15)                  | 27.2 (1.07)                 | 97.6 (3.84)                 | 119.4 (4.70)                | 124.7 (4.91)                | 735.3 (28.95)               |
| المصدر: Instituto de Meteorologia |                             |                             |                             |                             |                             |                             |                             |                             |                             |                             |                             |                             |                             |

## توأمة
لشطوبر اتفاقيات توأمة مع كل من:
- بوفيه
- ليريا
- بو
- توردسيلاس
- بورتو سيجورو
- كيليماني
- دبرتسن
- آسفي
- أوديني

## أعلام
- جاسينتو جواو
- روي كامبل
- ساندرو مينديز
- فرناندو دوق فيسيو
- جوزيه مورينيو
- جوزيه مانويل مورينيو فيليكس
- خايمي غراسا
- روبن فيزو
- سابرينا